# Totua gracilipes
Totua gracilipes Keyserling, 1891 è un ragno appartenente alla famiglia Linyphiidae.
È l'unica specie nota del genere Totua.

## Distribuzione
La specie è stata rinvenuta in Brasile, nello Stato di Rio Grande do Sul.

## Tassonomia
Il genere è stato trasferito qui dalla famiglia Theridiosomatidae Simon, 1881, a seguito di un lavoro dell'aracnologo Coddington del 1986.
Dal 1991 non sono stati esaminati altri esemplari, né sono state descritte sottospecie al 2012.